# Imola (Hongarije)
Imola is een plaats (község) en gemeente in het Hongaarse comitaat Borsod-Abaúj-Zemplén. Imola telt 123 inwoners (2001).